# شفاعة القديسين

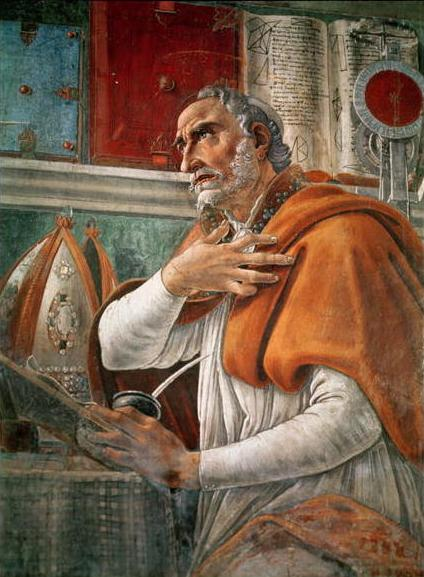
"فإذ نحتفل في ميلاد هذا الرجل العظيم، الطوباوي يوحنا، لنطلب صلواته. لأنه صديق العريس، ويستطيع أيضًا أن ينال من أجله. حتى نصير إلى العريس، لنحسب أهلا للحصول على نعمته". - القديس أغسطينوس.

شفاعة القديسين هي عقيدة مسيحية تشير أن القديسين يمكنهم التشفع للمؤمنين، اي ان يمكنهم التوسل أو الصلاة لاجلهم. هذا الاعتقاد معتمد من قبل الكاثوليك، الأرثوذكسية الشرقية، كنيسة المشرق الآشورية، الكنائس الأرثوذكسية الشرقية، وبعض اللوثريين والأنجليكانيين.

## المصدر
يمكن العثور على شفاعة القديسين في الكتابات المسيحية منذ القرن الثالث فصاعدًا. ينص قانون إيمان الرسل في القرن الرابع على الإيمان بشركة القديسين، والتي تفسرها بعض الكنائس على أنها تدعم عقيدة الشفاعة. ومع ذلك، فإن هذه الممارسة مثيرة للجدل في البروتستانتية اليهودية والإسلام.